# Trachelas devi
Trachelas devi là một loài nhện trong họ Trachelidae.
Loài này thuộc chi Trachelas. Trachelas devi được Biswamoy Biswas & Dinendra Raychaudhuri miêu tả năm 2000.